# Дідан-е-Софлі
Дідан-е-Софлі (перс. دیدان سفلی) — село в Ірані, входить до складу дехестану Барандуз у Центральному бахші шахрестану Урмія провінції Західний Азербайджан.